# Битва при Абу Кру
Битва при Абу-Кру була частиною британської кампанії в Судані . Вона відбулася 19 січня 1885 року, через два дні після битви при Абу-Клеа, між британцями та махдистами . Британські сили під командуванням генерала сера Герберта Стюарта нараховували 1200 осіб, тоді як велика кількість махдистів, ймовірно, близько 13–14 000, переслідувала їх.
Британці рухалися, щоб врятувати генерала Гордона з Хартума, і перетинали великий вигин Нілу, коли потрапили під удар саме тоді, коли вони були вже знов наближались до Нілу. Англійці сформували квадрат і продовжили рух до Нілу, відбиваючи всі атаки, поки не дійшли до річки. Втрати британців склали 121 особу, включаючи Стюарта, який був смертельно поранений у битві попереднього дня при Абу-Клеа. Втрати махдистів невідомі, але вважаються значно більшими.